# Liten sandlilja
Liten sandlilja (Anthericum ramosum) är en art i familjen Sparrisväxter. Denna vackra art förekommer på sandiga ställen i stora delar av Europa och Kaukasus. I Sverige finns arten endast i nordöstra Skåne, på Öland och Gotland. Liten sandlilja odlas ibland som trädgårdsväxt.
Den har en långsträckt jordstam. Blomställningen är sammansatt, det vill säga en två gånger förgrenad klase. Till bladens, fröhusets och frönas form har den sin motsvarighet inom släktet lökar (Allium), liksom även till örtståndets blåaktiga färgton, men blomkalkens 6 blad skiljer sig från lökarnas. De inre är nästan dubbelt så breda som de yttre. Blomfärgen är vit.
Tidigare utgjorde sandliljorna en egen familj, sandliljeväxter (Anthericaceae), men de har numera placerats i agaveväxterna, en familj som alternativt kan ingå i sparrisväxterna.

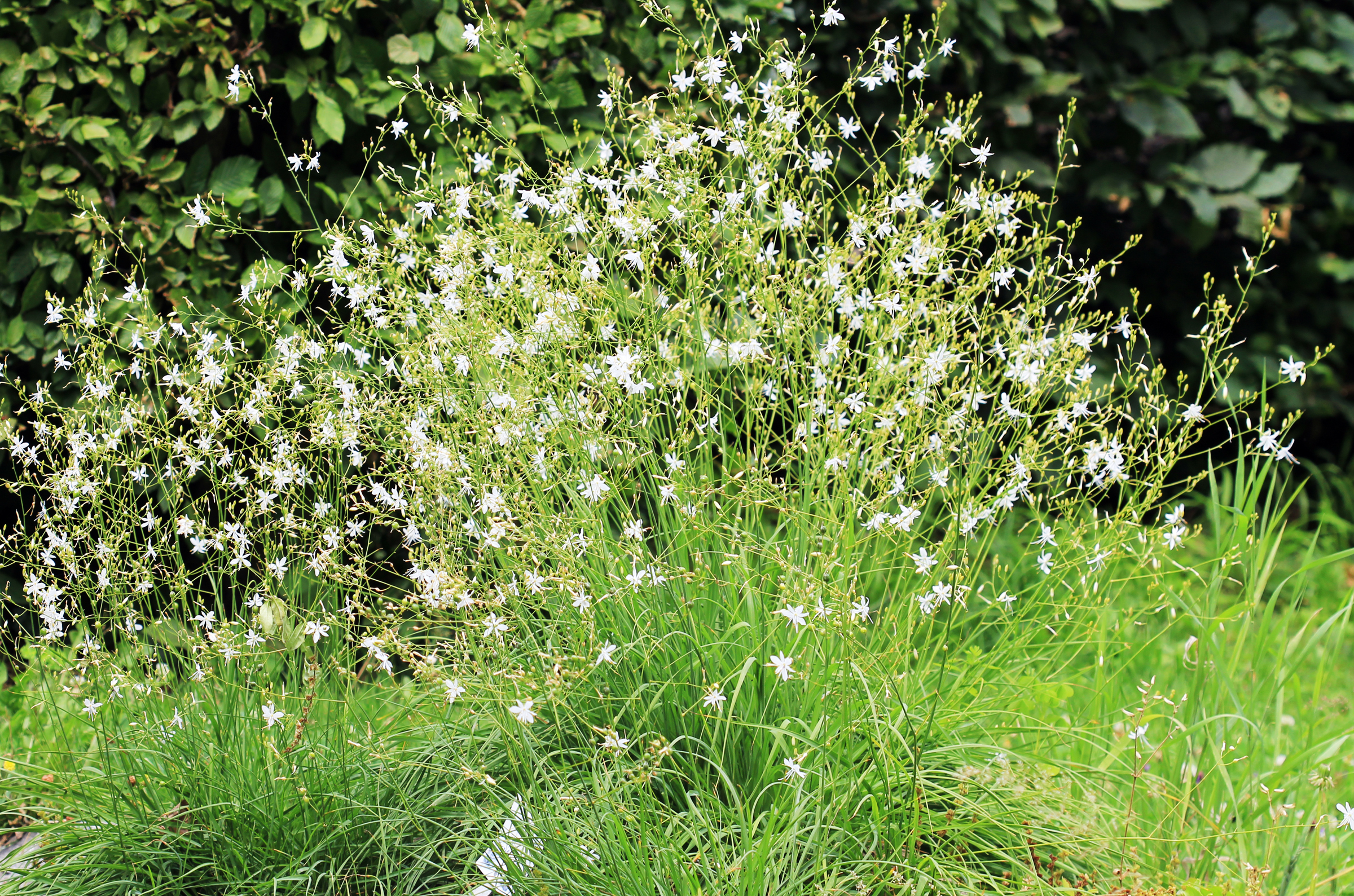
In Prague Botanical garden

## Synonymer
Synonyma svenska namn för denna art är sandlilja och grenig sandlilja. 
- Endogona ramosa (L.) Rafinesque, 1836
- Liliago ramosa (L.) Presl, 1747
- Pessularia ramosa (L.) Salisbury, 1866
- Phalangites ramosus (L.) Bubani, 1901
- Phalangium ramosum (L.) Burm.f., 1768